# ديلان وليامز
ديلان وليامز (بالإنجليزية: Dylan Williams)‏ هو لاعب كرة قدم بريطاني في مركز الوسط، ولد في 14 أكتوبر 1997 في سافرون والدن ‏ في المملكة المتحدة. لعب مع كامبريدج يونايتد.

## وصلات خارجية
- ديلان وليامز على موقع قاعدة بيانات كرة القدم.إي يو (الإنجليزية)
- ديلان وليامز على موقع Soccerbase.com (لاعب) (الإنجليزية)